# 한승훈 (희극인)
한승훈(1986년 9월 4일 ~ )은 대한민국의 희극 배우이다. 웃음을 찾는 사람들 '웅이 아버지' 코너에서 '오봉이' 캐릭터로 이름을 알렸다.

## 방송

### 코미디
- 웃음을 찾는 사람들(SBS)
  - 띠리띠리 비리비리 역(2006)
  - 후니요니 후니 역(2007)
  - 웅이아버지 오봉이 역(2008~2009)

### 드라마
- 스타일 (SBS) (2009)